# ウイグル人大量虐殺
ウイグル人大量虐殺（ウイグルじんたいりょうぎゃくさつ、英語: Uyghur genocide）は、中華人民共和国（中国）の新疆ウイグル自治区およびその周辺で、中国共産党がウイグル人およびその他の民族的・宗教的少数派に対して現在進行形でジェノサイド（大量虐殺）ないし人権侵害を行っている事案である。アメリカ合衆国（アメリカ）など数10か国が非難しているが、中国政府は関与を否定している。

## 概要
2014年以降に複数の報道機関は、中国政府が習近平総書記の政権下にある中国共産党の指示の下、ホロコースト以来最大規模かつ最も組織的な少数民族・宗教の抑留を行い、100万人以上のイスラム教徒（大半はウイグル人）を法的手続きを経ずに秘密裏で収容所へ収容することにつながる政策を追求してきた、と報ずる。
各国政府、活動家、独立系NGO、人権専門家、学者、政府高官、東トルキスタン亡命政府らは、新疆ウイグルの中国化、民族虐殺、文化的大虐殺はジェノサイド（大量虐殺）であり、中国国家が支援する収容所へウイグル人を収容、ウイグル人宗教的慣習の弾圧、深刻な虐待、人口統計の変化、強制的な不妊手術、避妊、妊娠中絶など、人権侵害を詳細に示す証言や広範な証拠があると判断する。

## 新疆ウイグル自治区における出生率の低下
中国政府の統計で2015年から2018年にかけて、ウイグル人が多く住む地域であるホータンとカシュガルの出生率は60パーセント (%) 以上低下し、中国全体の出生率は1,000人あたり12.07人から10.9人へ9.69%減少した。中国当局は新疆ウイグル自治区で2018年に出生率が3分の1近く低下したことを認めたが、強制的な不妊手術や大量虐殺の報告を否定した。遠藤誉によれば、ウイグル自治区全体で出生率が急落しており、中国全体の低下率は4.2%だが、ウイグルは2019年だけで24%近く低下している。
東京大学大学院法学政治学研究科教授平野聡は2021年に、『ニューヨーク・タイムズ』が2019年11月に報じた新疆秘密文書、報道、画像、当事者の証言、中国の正式な国家統計である『中国統計年鑑』の中でウイグル族を含む少数民族全体の人口が減少したことなどを根拠に、新疆ウイグル自治区でジェノサイドがおこなわれているのは明らかであると述べている。

## 国連における対応
2019年7月に日欧など22か国は、第41回国連人権理事会 (UNHRC) へ共同書簡で、中国によるウイグル人やその他の少数民族の大量拘束を非難し、中国に対して「ウイグル人や新疆のその他のムスリムや少数民族のコミュニティの恣意的拘束や行動の自由に対する制限を控える」ことを呼び掛けた。米国は人権理事会から離脱して共同書簡に含まれなかった。50か国は中国支持の共同書簡を発表して「人権問題を政治的に利用する」慣行と西側諸国の報道が事実に反していることを批判した。
2019年10月に23か国は国連に対する共同声明で、中国に「人権を尊重する国内および国際的な義務や約束を守る」ことを求めた。中国を含む54か国は中国の新疆政策を支持する共同声明を発表した。
2020年10月に39か国は、新疆における中国の政策を支持・非難する反対書簡を国連人権理事会に提出し、ドイツ国連大使クリストフ・ホイスゲンが代表してスピーチした。45か国は中国支持声明を発表した。
2020年12月に国際刑事裁判所は疑われている犯罪のほとんどについて、中国に管轄権がないことを理由に、中国に対する捜査措置を断念した。
2021年6月22日の国連人権理事会でオーストラリア、イギリス、フランス、ドイツ、日本、アメリカなど44か国が、新疆ウイグル自治区の人権状況について「深刻な懸念を抱いている」と共同声明を発表し、国連人権高等弁務官ミシェル・バチェレの新疆ウイグル自治区訪問と調査を受け入れることを中国に要求した。声明は「信頼できる報告では、新疆で100万人超が恣意的に拘束され、ウイグル族やその他少数民族に偏った監視が広がり、基本的な自由やウイグル文化への制限を示している」として、拷問や強制不妊手術や性的暴行や子供を親から引き離すなどの報告もあり「国家安全維持法下の香港の基本的自由悪化とチベットの人権状況を引き続き深く懸念している」と指摘した。上記の共同声明で引用された「信頼できる報告」とは、ワシントンのNGOであるChinese Human Rights Defenders （CHRD）によって作成され、2018年8月に国連のCommittee on the Elimination of Racial Discrimination（CERD）人種差別撤廃委員会に提出されたものである。中国大使館はこの報告書について「ばかばかしいほど小さなサンプルに示されている推定比率を新疆ウイグル自治区全体に適用し、100万人が拘留されたという大まかな結論を導き出した。」と主張している。また、同日にベラルーシ代表が中国擁護の声明を発表するとアフリカ、中東などを中心にパレスチナを含む69か国が署名し、中国懸念の共同声明を読み上げたカナダについてカナダの先住民寄宿学校跡地から200人以上の子供の遺骨が発見された件を取り上げ、いくつかの国とともにカナダに対し「人権侵害行為を即時停止」することを促す共同声明を発表した。
2021年10月の国連総会第3委員会で中国に対して、日欧米ら43か国が懸念声明を発表し、62か国は中国を擁護した。

## 各国の対応
米国務省法律顧問室は2021年に、法的観点から中国の行為は人道に対する罪に相当するが、ジェノサイド条約は対象集団を生物学的または身体的に破壊する意図が加害者になくてはならないと定めており、立証が極めて難しくジェノサイドであることを証明する十分な根拠は存在しない、と結論した。
アメリカは政治的に人権侵害をジェノサイドと宣言した最初の国で、2021年1月19日に宣言採択を発表した。
カナダ下院とオランダ議会はそれぞれ2021年2月に、中国の行為をジェノサイドと認める非拘束性の動議を可決した。
イギリス下院は2021年4月に、中国をジェノサイドと認定する決議を可決した。
リトアニア共和国議会は2021年5月に、中国をジェノサイドと認定する決議を可決した。
台湾の蔡英文総統は、『文藝春秋』2021年9月号のインタビューで「民主主義、自由、人権は普遍的価値です。私共は北京当局に、香港やウイグルの人々への弾圧をやめるように呼び掛けていきます。日本も含めた民主主義陣営は、民主主義の価値を守るために今こそ団結すべきです」と述べた。

## 人権団体の対応
2021年6月10日にアムネスティは、ウイグル人などイスラム教徒の少数民族が暮らす新疆ウイグル自治区で中国政府が人道に対する罪を犯しており、中国政府がウイグル人やカザフ人などイスラム教徒の少数民族に対して集団拘束や監視、拷問をしていたとする報告書を公表した。報告書は「中国当局が地獄のような恐ろしい光景を圧倒的な規模で作り出している」「ものすごい人数が強制収容所で洗脳、拷問などの人格を破壊するような扱いを受け、何百万人もが強大な監視機関におびえながら暮らしており、人間の良心が問われている」「（中国政府の行動は）新疆の人口の一部を宗教と民族に基づいてまとめて標的にし、イスラム教の信仰とテュルク系民族のイスラム教文化の風習を根絶するため厳しい暴力と脅しを使うという明らかな意図」「（強制収容所に入れられた人が）止まることのない洗脳と、身体的かつ心理的拷問を受けている」として、中国政府は「少なくとも以下の人道に対する罪」を犯しており、「国際法の基本ルールに違反する、収監など厳格な身体的自由の剥奪」「拷問」「迫害」を挙げ、拷問の方法として「殴打、電気ショック、負荷が強い姿勢を取らせる、違法な身体拘束（「タイガーチェア」と呼ばれる鉄製のいすに座らせ手足をロックして動けなくする）、睡眠妨害、身体を壁のフックにかける、極めて低温の環境に置く、独房に入れる」などがあり、タイガーチェアを使った拷問は、数時間～数日にわたることもあり、その様子を強制的に見せられた証言も得たと主張している。中国政府は強制収容所で行われているのは「職業訓練」で、テロ対策として過激思想を解いたりするためのものだと主張しているが、アムネスティは、テロ対策は集団拘束の理由にならないと報告書で反論し、新疆ウイグル自治区の収容制度について、「中国の司法制度や国内の法律の管轄外で運営され」、強制収容所で拘束されていた人々が刑務所へ移送されたことを示す証拠があると主張した。

## インターネットメディアの対応
2021年12月にTwitter社は、ウイグル問題に関し、個人を装い中国政府寄りの主張を英語などで不正に拡散させて「国家的関与が疑われる」として、規約違反で2160のアカウントを凍結した。対象は中国による新疆ウイグル自治区の少数民族弾圧を「デマ」とする内容で、組織的な情報工作と判断して対処した。
『読売新聞』は2160アカウントの凍結後に閲覧が停止された投稿とリツイートの計約6万7200件のデータの一部をTwitterから取得して内容を調べた。大半は英語で中国語やフランス語もあったが、少なくとも45の架空とみられる英語や中国語の個人名アカウントから日本語で発信されており日本が標的とされる。最も多かったのは、ウイグル族を名乗る者が出演して人権侵害を否定する動画が添付された投稿のリツイートで、投稿は動画中の発言の日本語訳が記され、人権侵害を指摘したCNNの報道について「記者が偽ニュースを作り出した」などとしていた。中国政府系メディアの日本語記事のリツイートも確認され、自治区の発展をアピールするシンポジウムで出席者が「一部の勢力が事実を無視し、自治区の人々が美しい生活を享受する権利を中傷し、破壊しようとしている」などと発言する内容で、内容と日付がほぼ同一で31アカウントが4時間以内に同じ投稿をリツイートした事例もある。英語など他言語の投稿でも共通する特徴がみられ、「ウイグル問題は米国の戦略的陰謀だ」とする中国政府系メディアの記事を投稿したり、中国外交官の投稿をリツイートしている。オーストラリア戦略政策研究所は、アカウントは数百個が同じ日に開設されて他人から購入したとみられるものもあり、中国政府の関与は不明だが「中国が国際的批判をかわす目的で行っている」としている。
中国の在アメリカ合衆国中国大使館は2021年1月に、「中国がウイグルの宗教的過激派を抑え込んだ結果、女性は『子供を産む機械』ではなくなり、解放された」とツイートした。Twitter社はこれをデマとして削除して「人間性を抹殺するもの」としてアカウントを凍結した。